# Listă de filme italiene din 1914
Aceasta este o listă de filme italiene din 1914:

## Lista
| Titlu                     | Regizor           | Actori                                                                                              | Gen              | Note |
| ------------------------- | ----------------- | --------------------------------------------------------------------------------------------------- | ---------------- | --- |
| To Forgive, Divine        |                   | |                  | |
| L' Abete fulminato        |                   | |                  | |
| Gli Abitatori delle fogne |                   | |                  | |
| L' Accordo in minore      |                   | |                  | |
| Cabiria                   | Giovanni Pastrone | Lidia Quaranta, Gina Marangoni, Dante Testa, Umberto Mozzato, Bartolomeo Pagano, Raffaele Di Napoli | Sword and sandal | Silent classic. D. W. Griffith was inspired by Cabiria. Taviani brothers made a tribute in Good Morning, Babylon |
| Doctor Antonio            | Eleuterio Rodolfi | Hamilton Revelle, Fernanda Negri Pouget                                                             | Historical       | |
| La donna nuda             | Carmine Gallone   | |                  | |